# Franz Dodel
Franz Dodel (* 14. August 1949 in Bern) ist ein Schweizer Schriftsteller und Theologe.

## Leben
Franz Dodel besuchte in Bern die Schule und von 1965 bis 1969 das Lehrerseminar. Ab 1987 studierte er an der Christkatholisch-theologischen Fakultät der Universität Bern, wo er 1995 mit einer Dissertation über die Spiritualität der Wüstenväter promoviert wurde. Nach einer Weiterbildung im Bibliothekswesen war Dodel von 2002 bis 2012 Fachreferent für Theologie und Religionswissenschaft an der Zentralbibliothek Bern. Seit 2012 lebt Dodel als freischaffender Schriftsteller in Boll und Lugnorre.

## Auszeichnungen
- Lyrikpreis Orphil der Landeshauptstadt Wiesbaden 2024
- Heinz-Weder-Preis für Lyrik 2003
- Literaturpreis des Kantons Bern 2009, 2011, 2019
- Werkbeiträge: Kanton und Stadt Bern, Burgergemeinde Bern, Migros-Kulturprozent, Pro Helvetia

## Nicht bei Trost
Im Jahr 2002 begann Franz Dodel mit seinem Endlos-Poem Nicht bei Trost, ein assoziatives Kettengedicht, das, angereichert mit ausführlichen Anmerkungen und Bildern, täglich fortgesetzt wird. Die ersten 6000 Zeilen des Gedichts erschienen 2004 in drei Bänden unter dem Titel Nicht bei Trost – a never-ending Haiku und wurden 2004 im Wettbewerb «Die schönsten Bücher der Schweiz» ausgezeichnet. Die Zeilen 6001 bis 12000 erschienen 2008 in einem Band bei der Edition Korrespondenzen in Wien. Dieser wurde mit dem österreichischen Staatspreis als «Eines der schönsten Bücher Österreichs» ausgezeichnet. Die Folgebände erschienen alle bei Edition Korrespondenzen, Wien.
Die Arbeit verwebt u. a. immer wieder Aspekte aus Kultur und Wissenschaft, die in akribischen Anmerkungen ausgewiesen werden, so dass sie auch als Kompendium durch die Kulturgeschichte gelesen werden kann. Dieses stetige Vorwärtsschreiben (als «work in progress» unter www.franzdodel.ch mitzulesen) wird auch zur performativen Aktion und von der Szene der darstellenden Kunst als solche wahrgenommen. Das gesamte verwendete Quellenmaterial wird zudem zusammen mit dem Text immer wieder als konzeptuelle Ausstellung realisiert. (u. a. 2017 am Internationalen Poesiefestival Berlin, wo auch während 8 Tagen der gesamte Text vorgetragen wurde; vorher war der Tex und die Quellen in dieser Form schon in Linz, Graz, Bregenz, Langenthal und Bern zu sehen.) Musikalische Umsetzungen erfolgten durch Katharina Weber (CH), und von Christoph Herndler (A) mehrmals anlässlich von «Wien Modern».

## Werke
- Das Sitzen der Wüstenväter. Eine Untersuchung anhand der Apophthegmata Patrum. (= Paradosis. Bd. 42). Universitätsverlag, Freiburg im Üechtland 1997, ISBN 3-7278-1110-2
- Weisung aus der Stille. Sitzen und Schweigen mit den Wüstenvätern. Benziger/Patmos, Zürich und Düsseldorf 1999, ISBN 3-545-20139-2
- Mein Haus hat keine Wände. Gedichte. Verlag Haus am Gern, Biel 2001, ISBN 3-9522196-0-6
- Nicht bei Trost – a never-ending Haiku. Illustriert von Rudolf Steiner. 3 Bände. Edition Haus am Gern, Biel 2004 (Z. 0001–6000). ISBN 3-9522196-6-5
- Hartmut Abendschein/Franz Dodel (Hrsg.): Wissen und Gewissen, eine literarische Anthologie. Bern 2005.
- Nicht bei Trost. Haiku, endlos. Illustriert von Serafine Frey. Edition Korrespondenzen, Wien 2008, 2019 (Z. 6001–12000). ISBN 978-3-902113-58-0
- Von Tieren. Illustriert von Chantal Meng. edition taberna kritika, Bern 2010; Neuauflage: Edition Haus am Gern, Biel 2016, ISBN 978-3-9524192-4-3
- Nicht bei Trost. Carmen infinitum. Illustriert von Serafine Frey. Edition Korrespondenzen, Wien 2011 (Z. 12001–18000). ISBN 978-3-902113-78-8
- Ein Haus ist ein Haus ist ein Haus. Schaeholzbau AG (Hrsg.), Kulturverlag Herausgeber.ch, Bern 2014, ISBN 978-3-905939-24-8
- Nicht bei Trost. Mikrologien. Illustriert von Serafine Frey. Edition Korrespondenzen, Wien 2014 (Z. 18001–24000). ISBN 978-3-902951-09-0
- Nicht bei Trost. Sequenzen. Illustriert von Serafine Frey. Edition Korrespondenzen, Wien 2016 (Z. 24001–30000). ISBN 978-3-902951-23-6
- Nicht bei Trost. Capricci. Illustriert von Serafine Frey. Edition Korrespondenzen, Wien 2019 (Z. 30001–36000). ISBN 978-3-902951-38-0
- Nicht bei Trost. A never-ending Haiku. Illustriert von Rudolf Steiner, überarbeitete Neuausgabe, Wien 2019 (Z. 0001–6000). ISBN 978-3-902951-39-7
- Meine Freundin, das Krokodil. Gedichte für Kinder, Bern 2019, ISBN 978-3-033-07179-7
- Nicht bei Trost. Tessitura. Illustriert von Serafine Frey. Edition Korrespondenzen, Wien 2023 (Z. 36001–42000). ISBN 978-3-902951-71-7
- Nicht bei Trost. Sondagen. Illustriert von Serafine Frey. Edition Korrespondenzen, Wien 2024 (Z. 42001–48000). ISBN 978-3-902951-80-9